# Industrie Aeronautiche Ferris
Le Industrie Aeronautiche Ferris (in originale, le Ferris Aircraft), sono una compagnia immaginaria di difesa aerea e aerospaziale che compare nell'Universo DC. Furono fondate e di proprietà di Carl Ferris, ma dirette da sua figlia, la donna d'affari Carol Ferris, nonché datori di lavoro del pilota di aerei Hal Jordan finché questi non fu reclutato dal Corpo delle Lanterne Verdi.

## Storia editoriale
Le Industrie Aeronautiche Ferris sono una delle massime corporazioni di aviazione degli Stati Uniti d'America lavorando su velivoli avanzati e concetti di aviazione sperimentali. È una delle grandi compagnie di Coast City, California. La Ferris fu per lungo tempo la sede di lavoro di Hal Jordan, che sarebbe divenuto più avanti Lanterna Verde. Fu proprio un aeroplano delle Industrie Aeronautiche Ferris che esplose uccidendo il pilota Martin Jordan, padre di Hal.
Carl e Conrad Bloch furono amici fin dall'infanzia, e condivisero il sogno di mettere insieme un business, la Ferris-Bloch Air-Cargo, Ltd. Ferris era un uomo d'affari, Bloch un pilota. Insieme ebbero un grande successo oltre ogni aspettativa. Tuttavia, con l'andare del tempo, Ferris si gettò a capofitto nel lavoro, costruendo il business mentre Bloch si divertiva, incontrando molte donne e bevendo.
La compagnia era leader nell'industria, ma aveva anche problemi legali. Questi dovuti all'alcolismo di Bloch, cosa che portò Ferris a interrompere la propria relazione professionale con Bloch.
A causa della sempre calante salute di Carl, questi lasciò le operazioni quotidiane a Carol, sua figlia, e la compagnia finì quasi in bancarotta. Carol passò gli ultimi anni a battersi per mantenere gli affari a galla.
Un ufficiale di pace alieno di nome Abin Sur del Corpo delle Lanterne Verdi si schiantò nel mezzo del deserto californiano vicino alle Industrie Ferris. Prima di morire, comandò al suo anello del potere di cercare un valido successore. Il pilota Hal Jordan stava esaminando un simulatore di volo quando una corona di luce verde lo inglobò, portando sia lui che il simulatore sul luogo della navicella incidentata di Abin Sur. Abin Sur disse ad Hal che il potere dell'anello lo aveva scelto per prendere il mantello di Lanterna Verde. Hal accettò la responsabilità di portare l'anello per la causa della giustizia, e con ciò, Abin Sur morì e Hal Jordan divenne Lanterna Verde.
Carol fu rapita in albergo di New York City e senza un rappresentante delle Industrie Aeronautiche Ferris comparente a Washington, il pannello governativo presunse che la Ferris non avesse nessuna opposizione contro la loro decisione. Citando il numero di incidenti avvenuti alla Ferris, fu deciso che tutti i contratti governativi con la Ferris sarebbero stati cancellati. Ritornata alla struttura in Coast City, una serie di bombe presero a detonare. I capannoni dei test furono rasi al suolo.
La compagnia ebbe a che fare con dei sabotatori come i Demolition Team assunti da Bloch e i suoi figli, ma Lanerna Verde intervenne per aiutare a sconfiggere la minaccia.
Le Industrie Aeronautiche Ferris sono una delle compagnie che forniscono sponsor alla squadra super eroica dei Conglomerati. Gli altri sponsor inclusero American Steel, Dante Foods, Dupree Chemicals, LexCorp, Laboratori S.T.A.R., Ovel Oil, Pax Entertainment e le Stagg Enterprises.
Carol cambiò successivamente la prospettiva degli affari sviluppando velivoli per la Blackhawk Squadron. Fu sotto l'influenza di Carol che la compagnia cambiò direzione creando la FerrisAir, con una flotta di aerei di linea commerciali.

## In altri media

### Televisione
- Le Industrie Aeronautiche Ferris comparvero nella serie animata Green Lantern: The Animated Series. Carol Ferris ricevette un invito ad unirsi alle Star Sapphires ed ebbe un lungo viaggio attraverso un portale fino su Zamaron. Ritornò subito dopo che Hal Jordan la aiutò a superare uno spostamento spaziale del viaggio. Nello sforzo di sconfiggere Atrocitus su Oa, Jordan utilizzò un portale creato dalla Regina Aga'po per ritornare sulla Terra, specificamente alle Ferris. Hal si svegliò in uno stato d'amnesia alle Industrie Ferris. Carol alla fine lo accompagnò al suo armadietto e lo aiutò a recuperare la memoria grazie alla sua batteria del potere.
- Le Industrie Aeronautiche Ferris comparvero nell'episodio "Abissi" della serie animata Young Justice. Carol Ferris ebbe una conferenza stampa a proposito del nuovo satellite per la comunicazione Terra-Marte. Difese il progetto contro le critiche di Glorioso Godfrey. Mentre la scadenza del lancio si avvicinava, Carol aggiunse l'ingegnere Tom Kalmaku al progetto. Dato che il sito del lancio fu attaccato, Carol affrettò il conto alla rovescia, il missile fu lanciato con successo ma esplose in aria.
- Le Industrie Aeronautiche Ferris comparvero nell'episodio "Un segreto da custodire" della serie animata Batman: The Brave and the Bold. Batman fece testare alla compagnia la nuova Batmobile quando pattugliò Coast City per Lanterna Verde.
- Le Industrie Aeronautiche Ferris comparvero nell'episodio "Sacrificio" della serie televisiva Arrow. Quando Edward Fyers lanciò dei missili ai jet di linea della FerrisAir, Shado riprogrammò lo schema di guida del missile perché esplodesse in un campo invece che contro i jet di linea. Il missile atterrò sul campo, effettivamente cancellando ed uccidendo gli uomini di Fyers. Il produttore esecutivo Marc Guggenheim twittò una foto dello slogan delle FerrisAir "Voliamo senza paura", come un "easter egg" di Lanterna Verde[5].
- La compagnia comparve nell'episodio pilota della serie televisiva The Flash. Barry Allen testò i suoi nuovi poteri in un capannone abbandonato della FerrisAir. Il logo della compagnia comparve nell'episodio "Everyman, dove Barry prese della pizza da Coast City. Nell'episodio "I Nemici", Flash e il suo team tornarono alle Industrie Ferris, e Barry menzionò che il posto fu abbandonato quando uno dei loro piloti scomparve, alludendo ad Hal Jordan.

### Film
- Le Industrie Aeronautiche Ferris comparvero nel film animato Lanterna Verde: Prima missione.  Vengono mostrate quando Hal Jordan sta testando un simulatore e viene chiamato da Abin Sur per diventare il suo rimpiazzo nel Corpo delle Lanterne Verdi.
- Le Industrie Aeronautiche Ferris comparvero nel film Lanterna Verde. Il terminal dell'aeroporto sul lungolago in stile Art Deco di New Orleans funse da quartier generale. Hal Jordan e Carol Ferris vennero mostrati mentre testavano un nuovo drone militare. Hal batté il drone facendo volare il suo jet troppo in alto e causando dei corti circuiti elettronici, e facendo schiantare sia l'aereo che il drone.
- Le Industrie Aeronautiche Ferris comparvero nel film animato Justice League: The New Frontier. Lavorarono con il governo degli Stati Uniti per creare un razzo per una missione su Marte.
- Una base aerea della FerrisAir si può vedere nel film animato Justice League: Il Trono di Atlantide.
- Un aeroplano della FerrisAir si può vedere agli inizi del film animato LEGO Batman - Il film.

### Videogiochi
- Un hangar per gli aerei della FerrisAir compare come sfondo di combattimento di Lanterna Verde nel videogioco Injustice: Gods Among Us. In più, durante la modalità storia, Hal Jordan è in cerca di una batteria del potere, che si trova nell'ufficio di Carol Ferris. Le Industrie Aeronautiche Ferris è uno dei due soli sfondi che includono transizioni. Il secondo è Atlantide.
- Le Industrie Aeronautiche Ferris compaiono come sfondo di combattimento nel videogioco DC Universe Online. Il prototipo "Emotion Dampener" fu testato dai Laboratori S.T.A.R. alle Industrie Aeronautiche Ferris e divenne il bersaglio di un attacco da parte di Atrocitus e del suo Corpo delle Lanterne Rosse che cercarono di distruggerlo così che la loro rabbia avrebbe potuto crescere e diventare più furiosa. Due eroi vengono inviati a reprimere la rivolta ed espellere Atrocitus dallo stabilimento.
- Ci si riferisce alle Industrie Aeronautiche Ferris nel videogioco Batman: Arkham Origins. Viene pubblicizzata sui cartelloni in tutta la città. Più avanti, sulla nave "Offerta Finale", compare un container navale con il logo delle Industrie Ferris.